# Ardisia adenopes
Ardisia adenopes är en viveväxtart som beskrevs av Ru Huai Miao. Ardisia adenopes ingår i släktet Ardisia och familjen viveväxter. Inga underarter finns listade i Catalogue of Life.